# Падерино (Курганская область)
Падерино — село в Далматовском районе Курганской области. Входит в состав Тамакульского сельсовета.

## История
До 1917 года входило в состав Тамакульской волости Камышловского уезда Пермской губернии. По данным на 1926 год село Падеринское состояло из 288 хозяйств. В административном отношении являлось центром Падеринского сельсовета Четкаринского района Шадринского округа Уральской области.

## Население
| 1989 | 2002 | 2010 |
| ---- | ---- | ---- |
| 166  | ↘119 | ↘75  |

По данным переписи 1926 года в селе проживало 1402 человека (640 мужчин и 762 женщины), в том числе: русские составляли 100 % населения.